# Tòa nhà bưu điện chính ở Košice
Tòa nhà bưu điện chính ở Košice (tiếng Slovakia: Budova hlavnej pošty v Košiciach), trước đây còn được gọi là Văn phòng Bưu điện và Điện báo hoặc Tổng cục Bưu điện và Điện báo, là một tập hợp các tòa nhà tọa lạc ở phía tây của trung tâm khu Phố cổ, thành phố Košice, vùng Košice, Slovakia. Vào ngày 16 tháng 10 năm 1963, địa điểm này được ghi danh vào Danh sách Di tích Trung ương theo quyết định của Bộ Văn hóa Cộng hòa Slovakia.

## Lịch sử
Khu phức hợp này được kiến trúc sư người Séc Bohumír Kozák thiết kế từ năm 1926 đến năm 1928. Công việc xây dựng do công ty Brno-Uzhhorod của các nhà xây dựng Bedřich Koráb và Jaroslav Želený thực hiện từ năm 1928 đến năm 1930. Theo thống kê, 3,6 triệu viên gạch, 9.000 m2 tấm đồng, 7.000 m3 cát, 14.000 m3 sỏi, 4 triệu kg xi măng, 1,4 triệu kg vôi, 400.000 kg sắt và 10.400 m2 nhựa đường đã được sử dụng trong quá trình xây dựng khu phức hợp. Lễ khánh thành tòa nhà diễn ra vào ngày 28 tháng 10 năm 1930.
Hiện tại, khu phức hợp các tòa nhà này vẫn được sử dụng theo mục đích ban đầu là bưu điện và đài phát thanh. Đặc biệt, dù đã hơn bảy mươi năm từ khi xây dựng nhưng phần lớn các thiết bị của tòa nhà vẫn còn nguyên trạng. Điểm mới trong các tòa nhà này là đài phun nước nhỏ và đồng hồ điều khiển bằng vệ tinh. Tất cả 17 quầy đều được trang bị két sắt và máy tính tiền hiện đại của Thụy Điển.